# أجنحة الصحراء (فلم)
أجنحة الصحراء فيلم مصري من إنتاج عام 1939، بطولة أحمد سالم وراقية إبراهيم، إخراج أحمد سالم.

## فريق العمل
- أحمد سالم
- راقية إبراهيم
- روحية خالد
- محسن سرحان
- أنور وجدي
- حسين صدقي
- عباس فارس

## روابط خارجية
- مقالات تستعمل روابط فنية بلا صلة مع ويكي بيانات